# You Don't Know Jack Sports: the netshow
You Don't Know Jack Sports: the netshow is een computerspel voor het platform Microsoft Windows. Het spel werd uitgebracht in 1997. 